# Gaspare Landi
Pour les articles homonymes, voir Landi.
Gaspare Landi (Plaisance, 6 janvier 1756 – Rome, 24 février 1830) est un peintre italien néoclassique de la fin du XVIIIe siècle et du début du XIXe siècle, qui a été surtout actif à Rome et dans sa ville natale.

## Biographie
Il est né à Plaisance le 6 janvier 1756 de Ercole et Maria Francesca Rizzi. C'est le deuxième de cinq frères. Malgré les origines nobles de son père de la famille Piacenza des Landi, les problèmes d'argent ont conditionné sa jeunesse (Fiori, 1992, p. 108). Lorsque son père a été emprisonné pour dettes, puis a déménagé à Brescia à la recherche d'un travail de tailleur, et que sa mère et ses sœurs ont trouvé l'hospitalité à l'Hospice des Préservés, il a été confié à son oncle Emanuele, officier à Parme dans le service ducal. Jusqu'en 1768, date de la suppression de l'Ordre, il achève ses premières études auprès des jésuites.

### Formation
Devant ses talents de dessinateur, son oncle le place dans la boutique du peintre parmesan G. Bandini, actif à Plaisance. Entre la pratique en atelier et les expériences autodidactes, la première phase de son apprentissage artistique s'est déroulée de manière irrégulière. À Brescia, où il avait rejoint son père, il a fréquenté une école de peinture privée. Après 1772, toujours à Plaisance, il poursuit sa formation auprès du peintre spécialisé dans les peintures sur verre, Antonio Porcelli. Il se consacre à l'étude de l'œuvre du Guerchin, à travers les gravures d'Oliviero Gatti.
Le 20 août En 1774, il épouse Diana Giuseppa Albanesi, dont il eut Alfonso le 10 juin 1775 et le 26 décembre deux ans après Pietro Antonio.
Parmi les peintures, batailles et portraits de dévotion réalisés les années suivantes, seuls les ovales conservés à S. Maria di Campagna sont connus (S. Rosa de Viterbo, S. Chiara, S. Caterina de Bologne, sainte franciscaine: Arisi, 1980). Vers 1780, le succès du portrait équestre du marquis A. Scotti di Fombio lui assure la protection du marquis G.B. Landi delle Caselle qui subventionne son séjour d'études à Rome.
Il y arrive le 20 juin 1781, adressé à la sœur de son protecteur, le marquis R. Landi della Somaglia, belle-sœur du prélat Giulio Maria dont il fera le portrait (1786 Galerie nationale d'art moderne de Rome). Grâce à elle, il fréquente l'académie de Pompeo Batoni où il pratique le dessin à partir du modèle vivant, puis l'école de Domenico Corvi. Probablement au cours de l'hiver suivant, il entreprend seul l'étude du classicisme d'après des tableaux conservés à Rome (Scarabelli, 1843, p. 248 s.). En même temps, il cherche la légitimité académique en participant à des concours tel que celui de Bologne en 1788 sur le thème de la Mer Égée qui reconnaît Thésée.

### Les Commandes
Il revient en séjour à Plaisance en 1790, à la demande de Giulio Maria della Somaglia pour travailler à Santa Maria in Torricella, puis Malaspina le présente à Milan au Prince Barbiano de Belgiojoso, qui l'accueille et lui commande son portrait. Au cours de ce séjour, qui a duré de juin 1791 au milieu de l'année suivante, il a rencontré Andrea Appiani, fait le portrait de Giuseppe Parini, conseiller artistique du prince, et d'autres membres de la famille Belgiojoso. Grâce à la médiation du prince C. Albani, il fait le portrait de la duchesse Marie-Béatrice d'Este.
De retour à Rome en décembre 1792, il est reçu dans la maison d'Anguissola qui lui avait commandé deux tableaux historiques, et par le comte A. Dal Verme, pour qui il peignit le Laban et Jacob vendus en 1797 au comte L. Marazzani (Galerie d'art moderne de Milan). En 1795, son fils Alfonso récemment diplômé de la Sapienza, est décédé. Entre-temps, il approfondit ses liens avec Antonio Canova, qui l'avait déjà fortement influencé aux niveaux iconographique et thématique. Mais à la suite des bouleversements politiques qui ont eu lieu à Rome avec l'arrivée des Français en 1798, il s'est précipitamment rendu à Plaisance, où il s'est consacré à des portraits comme Le Portrait de groupe de la famille Landi dans une scène de conversation (Turin, collection D'Albertas) ou celui du Comte G. Rota (1798: Plaisance, Musée civique), spécimens de naturalisme et de caractérisation psychologique. Il obtient également d'importantes commandes d'œuvres sacrées, jusqu'à son retour à Rome après l'élection de Pie VII, telles que S. Giorgio et S. Giuseppe pour l'abbé G. Mandelli (Plaisance, Le Mose, église paroissiale). L'Assomption de la collégiale de Castell'Arquato, achevée en 1806, et les toiles Le Transport de la Vierge et Le Sépulcre trouvé vide sont exposés avec grand succès au Panthéon en 1804 avant d'être envoyés à la cathédrale pour remplacer les toiles de Lodovico Carracci enlevées par les Français.
Au début du nouveau siècle, la pénurie de commandes, provoquée par des changements politiques, le pousse à peindre, de sa propre initiative et à exposer en atelier. Le remarquable Œdipe à Colone, avec de grandes figures, est exposé en 1805 au Palais d'Espagne et aux Alcibiades (1806 : Musée des Beaux-Arts de Budapest). En 1809, il se distingue à l'exposition du Capitole, organisée par l'administration française pour évaluer les artistes qui seront employés dans les ambitieux projets décoratifs de la nouvelle résidence impériale du Quirinale. À la fin de l'année, il reçoit la commande impériale sur le thème de Napoléon conclut l'armistice avec le prince Liechtenstein à Znai'm. Il est ensuite appelé, avec Camuccini, Canova, R. Stern, Dominique Vivant Denon, M. Daru, à faire partie de la commission chargée du choix des artistes et de la définition du programme iconographique. Il se représente lui-même pour la salle du Zodiaque dans Périclès entouré d'artistes et de philosophes visitant les œuvres du Parthénon et Harun al Raschid dans sa tente avec les sages de l'Orient, faisant allusion à la promotion artistique et culturelle de Napoléon (1811-13: Bénévent, Musée del Sannio).

### L'Académie
En 1812, il a été élu professeur de peinture à l'Accademia di San Luca, jusqu'en 1827, occupant également la présidence entre 1817 et 1820 où il succède à Antonio Canova. Auparavant, il avait refusé des postes similaires pour Lisbonne, en 1786, et pour les instituts de Bologne, Milan et Venise (offert par Bossi et L. Cicognara: Ambiveri, 1879, p. 186 s.). Il refuse le salaire, le jugeant insuffisant pour son prestige, mais Canova lui a donné sa prérogative de prince de l'académie pour qu'il puisse profiter d'un atelier à la Basilique Sant'Apollinare de Rome, où se trouvaient les locaux de l'école.
Parmi ses nombreux étudiants, il avait Tommaso Minardi (portrait vers 1821: Rome, Accademia di S. Luca), Giovanni Silvagni et Carlo Maria Viganoni. Michele Ridolfi fut également un de ses élèves.
Il est président de l'Accademia di San Luca de 1817 à 1830 et est fait chevalier de l'Ordre de la Couronne de fer.

### Fin de vie
Entre 1820 et 1824 environ, il se retire dans sa propriété de Plaisance mais revient à Rome pour répondre à la commande de Ferdinand I de Bourbon pour la Basilique San Francesco di Paola à Naples. En raison de son état de santé, le travail ne fut achevé qu'en 1828.
Il est décédé à Plaisance le 27 février. 1830.

## Œuvres
Il excelle surtout dans le portrait, les thèmes religieux et mythologiques.
- Napoléon signant un armistice avec le Prince du Liechtenstein connu aussi comme l' Armistice de Znai'm (1809)
- L'Enterrement de la Vierge (1802) et les Apôtres au tombeau (1804), Basilique Santa Maria di Campagna
- Portrait de Jean Abaham André Poupart, troisième baron de Neuflize, devant Tivoli (1804), huile sur toile, 235 × 164 cm, Collection privée, vente Piasa 2003[1]
- Portrait de Canova (1806), huile sur toile, 61 × 50 cm, Académie Carrara, Bergame[2]
- Autoportrait, Galerie des offices, Florence,
- Portrait de M. Hodgetts,
- Portrait d'homme,
- Bacchus et Ariane et Amour et Psyché (1783),
- Portrait de Jean Abraham André Poupart, troisième baron de Neuflize, devant Tivoli (1804),
- Sainte Famille,
- Marie au tombeau (1812), Palazzo Pitti, Florence.
- Ulysse et Diomède portant sur le Palladium (1783), et Le mariage d'Abraham et Sarah, Pinacothèque de Parme,
- Madonna addolorata (Vierge éplorée), Santa Casa de Loreto,
- Lo Spasimo (Jésus tombe sous le poids de la croix), église San Giovanni, Plaisance,
- Assomption, église San Francesco di Paola, Naples,
- La Famille du marquis Giambattista Landi avec autoportrait (1797-1800), huile sur toile (125 cm × 175 cm), siège de la banque de Plaisance[3],
- Veturia agenouillée aux pieds de Coriolan.

## Sources
- (en) Cet article est partiellement ou en totalité issu de l’article de Wikipédia en anglais intitulé « Gaspare Landi » (voir la liste des auteurs).